# FamilySearch
FamilySearch (anteriormente Sociedade Genealógica de Utah) é um serviço gratuito de genealogia de A Igreja de Jesus Cristo dos Santos dos Últimos Dias fundado em 1894, e é considerado o maior acervo genealógico do mundo.

## História
Fundado como "Sociedade Genealógica de Utah", no dia 13 de novembro de 1894, sob a direção de Wilford Woodruff, quarto presidente da Igreja de Jesus Cristo dos Santos dos Últimos Dias, com o propósito de guardar registros genealógicos de membros da Igreja e do público.
A Biblioteca do FamilySearch (originalmente Family History Library) foi construída em 1985 como sucessora das bibliotecas anteriores administradas pela Sociedade Genealógica de Utah. A biblioteca é aberta ao público e possui uma grande coleção de materiais genealógicos internacionais, incluindo microfilmes, livros e materiais digitais. O catálogo da biblioteca e muitos de seus materiais digitais estão localizados no site do FamilySearch.
O website do FamilySearch foi lançado em 1999 e tem cerca de 30 milhões de visitas por mês. Estima-se que a maioria dos usuários não membros, nem sequer sabem que o serviço é da Igreja.
Em 2000, a Igreja consolidou seus departamentos de História da Família e História no Departamento de Família e História da Igreja, e Richard E. Turley Jr. tornou-se diretor administrativo do novo departamento e presidente do FamilySearch. Mais tarde, essa decisão foi revertida e o Departamento de História da Família foi separado do Departamento de História da Igreja, tornando-se seu próprio departamento.
O FamilySearch é considerado o maior acervo genealógico do mundo. Possui cerca de milhões de páginas de livros de registros de cartório, com cópias de documentos civis, certidões de prefeituras e documentos religiosos de igrejas. Possui registros genealógicos, de documentos históricos, livros e certidões de quase todos os países.

## Serviços

Um Centro do FamilySearch em Jacarepaguá, Rio de Janeiro, Brasil.

### RootsTech
Além de servir para arquivar registros e criar árvores genealógicas, o serviço conta com diversos cursos e palestras, e promove, anualmente, conferências sobre história da família, chamado RootsTech, visando ajudar na pesquisa de registros de seus antepassados.

### Centro do FamilySearch
Conta também com diversos centros de pesquisa, localizados em templos e capelas de A Igreja de Jesus Cristo dos Santos dos Últimos Dias, chamados "Centros de História da Família" ou "Centro do FamilySearch".

### FamilySearch GEDCOM
A Igreja também desenvolveu o "GEDCOM", um formato digital de armazenamento de dados genealógicos, permitindo cruzamento de dados entre diferentes sistemas genealógicos. "GEDCOM" é uma sigla para "GEnealogical Data COMmunication". O conteúdo do ficheiro é texto simples, com registros para cada indivíduo da árvore genealógica e metadados para possibilitar ligações entre eles.